# قشلاق خان حسین ودلان تیمور
قشلاق خان حسین دلان مهدوی ها یک روستا در ایران است که در استان اردبیل واقع شده‌است. قشلاق خان حسین دلان مهدوی ها ۳۲ نفر جمعیت دارد.